# Высадка в заливе Жакино
Высадка в заливе Жакино (англ. Landing at Jacquinot Bay) — морской десант, предпринятый 4 ноября 1944 года во время новобританской кампании Второй мировой войны. Высадка была проведена в рамках смены ответственности за операции союзников в Новой Британии. Австралийская 5-я дивизия генерал-майора Алана Рамси присоединилась к 40-й пехотной дивизии США для совместных операций на Филиппинах. Основной их целью было создание базы материально-технического снабжения в бухте Жакино на южном побережье Новой Британии для поддержки запланированных операций 5-й дивизии вблизи крупного японского порта в Рабауле. 6-я бригада бригадного генерала Раймонда Сандовера была направлена для обеспечения безопасности района залива Жакино. Хотя этот район считался незащищённым, первоначальная высадка была проведена боеспособными силами, включавшими усиленный австралийский 14-й/32-й батальон, обеспеченный прикрытием военных кораблей и находящихся в резерве самолётов. Как и ожидалось, против высадки 4 ноября никто не возражал, и вскоре начались работы по материально-техническому обеспечению объектов.
Как только в заливе Жакино была создана база, её использовали для поддержки австралийских операций в направлении Рабаула. Они были проведены в начале 1945 года в связи с наступлением на северную часть Новой Британии. Кампания была фактически сдерживающей, изолирующей большие японские силы и позволяющей союзникам проводить операции в других местах.

## Ход событий

### Район военных действий
Залив Жакино расположен на южном побережье острова Новая Британия, к востоку от Гасмата и к западу от Широкого залива. В южной части острова (исключая полуостров Газель и перешеек) преобладает густо поросший лесом центральный горный хребет. Хребет поднимается до 6000 футов (1800 м) и располагается в глубине суши от узкого прибрежного шельфа. В 1943-1944 годах вокруг залива было множество небольших деревень и населённых пунктов. Главными из них были Кутарп, кокосовая плантация, раскинувшаяся на мысе к северо-востоку, и Пальмалмал, раскинувшийся на юго-западе. Между ними на северном берегу залива раскинулась деревня Помио. В южной части бухты Вунунг, которая была ограничена двумя пресноводными реками на севере и юге, была кокосовая плантация, и ещё одна плантация вокруг Пальмалмала. В Мал-Мале находилась Римско-католическая церковь, хотя в то время она, по сообщениям, была заброшена. Пляж напротив Помио считался пригодным для высадки десанта, но между Помио и Вунунгом вдоль побережья тянулся густой тропический лес. Между Вунунгом и Палмалмалем пляж считался подходящим для высадки десанта, а для небольших судов поблизости предлагалось укрытие. В регионе имелись лишь ограниченные пути, а те, которые существовали, были оценены как непригодные для автомобильного движения.

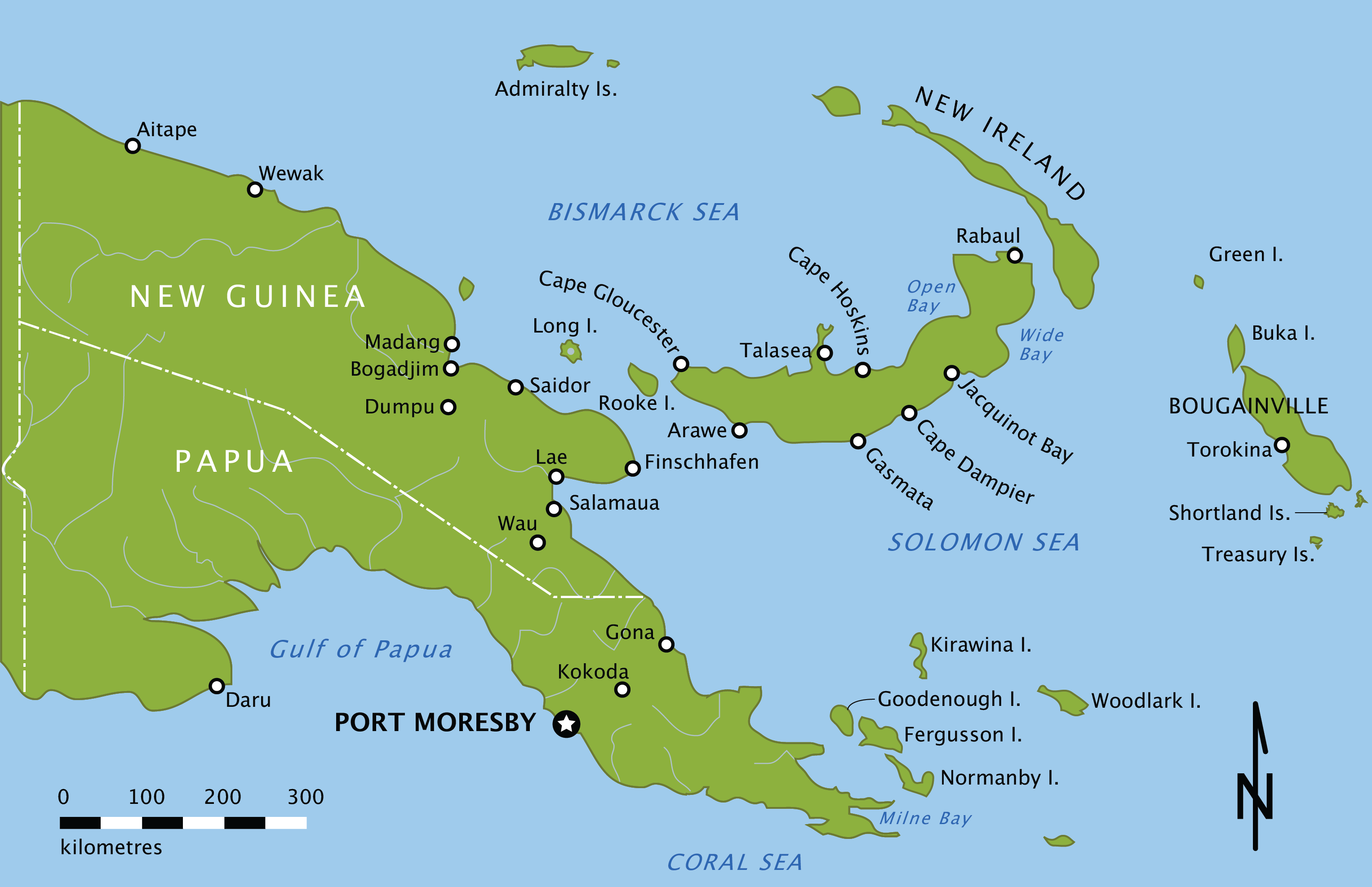
Карта Новой Гвинеи, Новой Британии, Новой Ирландии и Бугенвиля, 1944г

Климат региона описывается как «жаркий и влажный», с исключительно высоким количеством осадков. В южном прибрежном регионе преобладает больше осадков, чем на северном побережье. Южное побережье переживает сезон муссонов с мая по ноябрь, с самым влажным периодом между июлем и сентябрём. Дожди выпадают в основном ночью или ранним утром. Союзное исследование, завершённое в 1943 году, оценило среднемесячное количество осадков в Пальмалмале как 35,9 дюйма (910 мм) в июле, 45,95 дюйма (1167 мм) в августе и 17,94 дюйма (456 мм) в сентябре. В последнем квартале года количество осадков было оценено как спадающее, и в ноябре (месяце операции) среднее значение составило около 10,17 дюйма (258 мм). Температуры в то время были зарегистрированы в Газмате в диапазоне от 60 до 95 °F (от 16 до 35 °C), хотя минимальные температуры в основном составляли от 74 до 76 °F (от 23 до 24 °C), а максимальные температуры — от 84 до 89 °F (от 29 до 32 °C). Влажность колебалась между 75 и 85 процентами. Что касается численности населения, до войны в этом районе проживало очень мало европейцев, по разным оценкам от 20 до 25 человек. Коренное население занимало несколько деревень в прибрежной зоне и горах, и считалось, что они образуют две основные группы, базирующиеся вокруг этих районов.
Район вокруг залива Жакино был частью австралийской территории Новой Гвинеи, которая была санкционирована в 1920 году и считалась находящейся под контролем правительства до японского вторжения. Он входил в состав округа Гасмата с правительственным и полицейским постом, расположенным в Помио, и управлялся помощником окружного чиновника, который подчинялся администрации Рабаула.  Во время вывода антигитлеровских войск из Рабаула в начале 1942 года, местное население вдоль южного побережья помогало отставшим союзникам и, как считалось, поддерживало их, хотя и подходило к японской оккупации прагматично .

### Стратегическое положение
В конце 1943 — начале 1944 года союзные войска в юго-западной части Тихого океана предприняли операцию «Колесо». Это было крупное наступление, целью которого было изолировать главную японскую базу в районе Рабаула на северо-восточной оконечности Новой Британии и захватить взлётно-посадочные полосы и якорные стоянки, необходимые для поддержки последующего продвижения к Филиппинам.  В течение декабря 1943 года и января 1944 года части армии Соединённых Штатов и Корпуса морской пехоты Соединённых Штатов успешно высадились в западной части Новой Британии у Араве и мыса Глостер. Японские войска в западной части Новой Британии потерпели ещё одно поражение под Таласеей в марте 1944 года. Закрепление западного острова помешало японцам начать наступление на фланг главного наступления союзников вдоль северного побережья Новой Гвинеи. Операции союзников по обеспечению безопасности полуострова Хуон и долины Маркхэм-раму на материке Новой Гвинеи завершились в апреле 1944 года взятием Маданга. Затем основное внимание союзных операций на материке было сосредоточено на обеспечении безопасности западной части Новой Гвинеи. Острова Адмиралтейства были захвачены во время кампании, которая продолжалась с 29 февраля по 18 мая 1944 года. В марте 1944 года при Бугенвиле была отбита мощная контратака японцев. Период относительного затишья продолжался до конца 1944 года, после того как австралийские войска освободили американский гарнизон (прибывший с октября).
Японская Восьмая армия под командованием генерала Хитоси Имамуры располагалась в Рабауле. Его зона действия охватывала цепь Соломоновых островов (включая Бугенвиль), материковую часть Новой Гвинеи и Архипелаг Бисмарка (из которых самым крупным островом была Новая Британия). На материковой части Новой Гвинеи и на Соломоновых островах она претерпела значительные изменения. С потерей западной части Новой Британии силы императорской армии Японии были сосредоточены на северо-востоке острова на полуострове Газель, чтобы защитить Рабаул от прямого нападения. Императорский флот Японии поддерживал сеть береговых наблюдательных станций вдоль побережья Новой Британии. Японские гарнизоны и некоторые местные чиновники использовали жестокость, чтобы попытаться управлять гражданским населением. В марте 1944 года 8-я армия района была направлена Генеральным штабом для удержания района вокруг Рабаула как можно дольше в сотрудничестве с Императорским флотом. До середины 1944 года 8-я армия района полагала, что союзники проведут крупное наступление на Рабаул. По прошествии этого времени они рассудили, что союзники с большей вероятностью постепенно расширят свой контроль над новой Британией и нападут на город только в том случае, если их кампания против Японии будет приостановлена или завершена, или если численность Австралийских сил на острове значительно увеличится.
В конце апреля 1944 года 40-я пехотная дивизия армии США взяла на себя ответственность за гарнизон союзных позиций в Новой Британии, двигаясь от Гуадалканала. В то время рассматривался вопрос об использовании австралийского формирования для замены морских пехотинцев, но существующие проблемы в вопросах транспортировки и оборудования, не соответствующего поставленным задачам, было принято решение временно отложить этот вопрос. 40-я пехотная дивизия впоследствии удерживала позиции вокруг Таласеи — мыса Хоскинс, Араве и Мыса Глостер так и не провели наступательных операций против японских войск на востоке острова. В результате боевые действия в Новой Британии переросли в основном в то, что историк Питер Деннис назвал «молчаливым перемирием» с американскими и японскими войсками, разделёнными «ничейной землёй», в которой австралийские туземные войска из Союзного разведывательного бюро (АИБ) провели мелкомасштабную партизанскую кампанию.

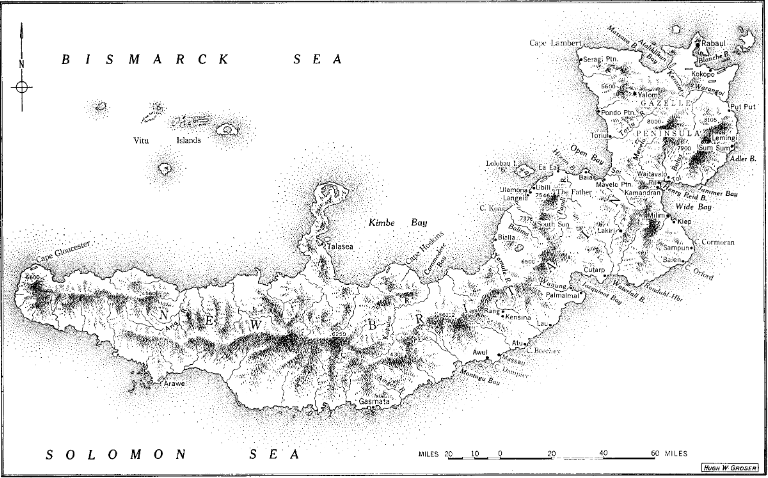
Карта Новой Британии с ключевыми особенностями, связанными с кампанией

В середине 1944 года австралийское правительство согласилось взять на себя ответственность за военные операции на Британских и австралийских территориях и подконтрольные земли в юго-западной части Тихого океана, включая австралийскую Новую Гвинею, частью которой была Новая Британия, и северные Соломоновы острова.  Американские войска были перераспределены для проведения операций по обеспечению безопасности Филиппин. В августе 5-я дивизия австралийской армии под командованием генерал-майора Алана Рамси была выбрана для замены 40-й пехотной дивизии в Новой Британии. Это формирование должно было взять на себя ответственность за остров 1 ноября. Вместо сохранения американских баз в западной части Новой Британии австралийцы планировали действовать ближе к японским войскам вокруг полуострова Газель. К моменту захвата австралийцами союзная разведка подсчитала, что японские войска на Новой Британии насчитывали 38 000 человек личного состава, но на самом деле на острове находилось 93 000 японцев. Японцы были сосредоточены на обеспечении армии продовольствием, были организованы посадки риса и плодовых растений, чтобы дополнить ограниченные поставки. Военно-морская и воздушная поддержка этих сил была ограничена: только два действующих самолёта, из судов — 150 барж, которые могли перевозить до 90 человек личного состава или 15 тонн запасов.
По состоянию на апрель 1944 года небольшие японские наблюдательные посты располагались вдоль южного побережья Новой Британии вплоть до деревни Авул, недалеко от мыса Дампир, примерно в 100 милях (160 км) к востоку от Араве. В бухте Жакино также находился наблюдательный пункт. Более крупные силы были размещены в заливе Генри Рид в районе Широкой бухты. В течение этого месяца силам АИБ, ответственным за южное побережье Новой Британии, было приказано уничтожить все японские посты к западу от залива Генри Рид. Это подразделение состояло примерно из 140 туземных войск, возглавляемых пятью австралийскими офицерами и десятью австралийскими унтер-офицерами.

### Предварительная операция
В середине апреля Береговая наблюдательная станция в заливе Жакино стала первой японской позицией, подвергшейся нападению. Взвод туземных войск во главе с двумя австралийцами атаковал его, узнав, что он слабо защищён.  Пятеро из десяти солдатов императорской армии Японии, находившихся там, были убиты во время первой атаки, а четверо выживших были выслежены и убиты. Ещё один японский моряк был взят в плен. Два других японских моряка были взяты в плен в районе залива Жакино 22 апреля после того, как местные войска атаковали баржу. Трое заключённых были эвакуированы американским патрульно торпедным катером позже в том же месяце. Командование императорской армии, ответственное за Новую Британию, так и не смогло определить судьбу гарнизона залива Жакино и баржи.
Более широкие операции против японских наблюдательных пунктов начались в июне. Пятого числа того же месяца патруль американских войск атаковал позицию в Авуле, заставив её гарнизон отступить в центр острова. Затем последовали другие атаки сил АИБ, и к началу сентября все японские наблюдательные посты к западу от широкой бухты были уничтожены. Японские войска проводили мелкомасштабные репрессии против коренного населения внутренних районов широкой бухты, и офицеры АИБ пытались убедить население этого района переместиться вглубь страны, прежде чем к ним будут применены более суровые меры.
Во время операций вдоль южного побережья Новой Британии офицеры АИБ пытались отбить у японцев охоту продвигаться к западу от района Широкого залива, распространяя среди местного населения слухи о том, что в заливе Жакино была создана крупная австралийская база.  На самом деле такой базы в то время ещё не существовало. Силы АИБ продолжали совершать партизанские атаки на японские позиции вплоть до начала октября, когда им было приказано прекратить наступательные операции и сосредоточиться на сборе разведданных перед высадкой австралийцев в заливе Жакино. Операции АИБ с июня по октябрь иногда сопровождались воздушными атаками союзников и морскими бомбардировками.

## Подготовка

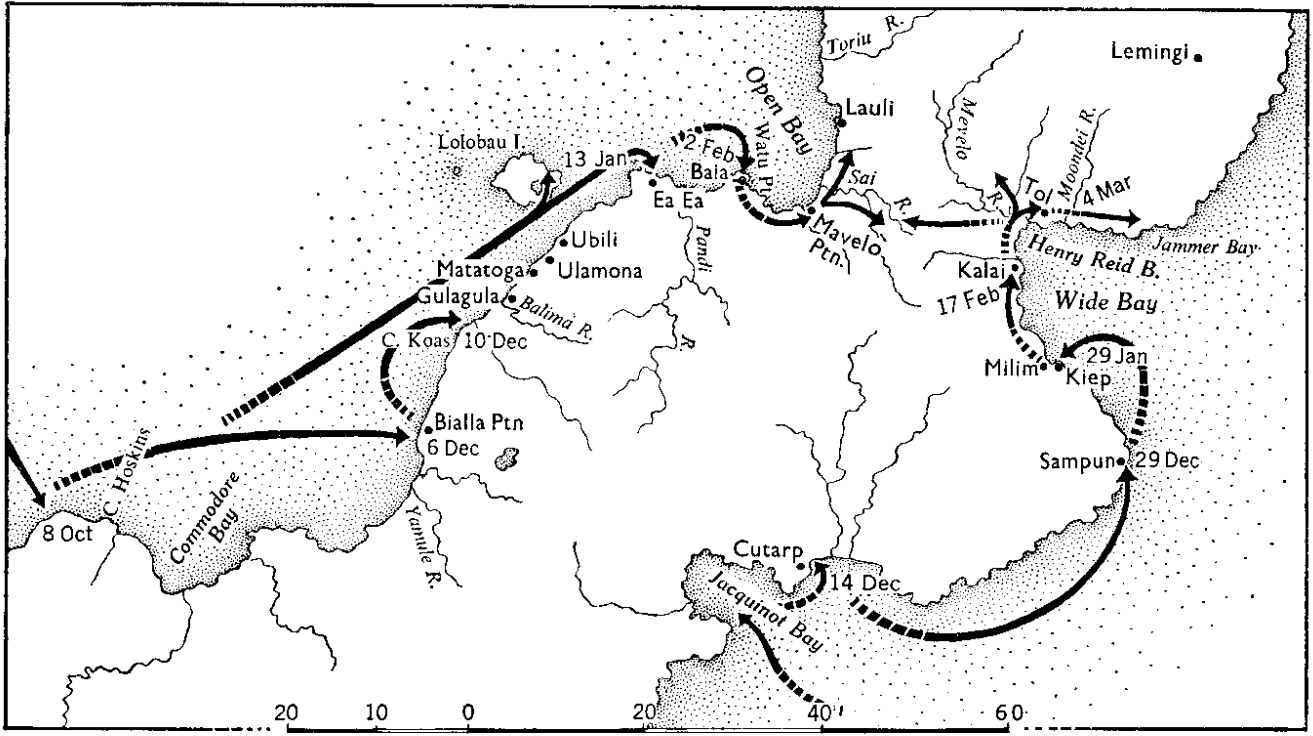
Карта австралийских операций в центральной части Новой Британии в период с октября 1944 года по март 1945 года

Для поддержки запланированных наступательных операций 5-й дивизии, австралийское верховное командование сил Новой Гвинеи определило, что база материально-технического снабжения должна быть создана ближе к Рабаулу, чем те, которые используются силами армии США в Новой Британии. На совещании, состоявшемся 24 августа с участием командующих силами Новой Гвинеи и 5-й дивизией, было решено исследовать, может ли район Таласеа–Хоскинс на северном побережье Новой Британии и район залива Жакино на южном побережье острова разместить базы для 5-й дивизии. 5-я дивизия ранее была развёрнута в Новой Гвинее в 1943-1944 годах, но была реорганизована для операций в Новой Британии. К моменту вступления в бой она состояла из трёх пехотных бригад: 4-й, 6-й и 13-й.
5 сентября группа из 105 человек личного состава 5-й дивизии, 2/8-й эскадрильи коммандос сил  Новой Гвинеи и Королевских ВВС Австралии (RAAF) была высажена в заливе Жакино с судна «Киама». При содействии сотрудников АИБ они исследовали этот район в течение двух дней, в то время как «Киама» обследовал залив с использованием гидрографической съёмки. Был сделан вывод, что район является подходящим для создания базы, так как бухта может вместить до шести кораблей «Либерти» в любую погоду, а причал, который будет способен обслужить эти суда, может быть построен относительно легко.  На берегу имелось место для размещения базовых установок и боевых порядков 5-й дивизии, а поблизости можно было построить взлётно-посадочную полосу. Специальное разведывательное подразделение «М» также сообщило, что в районе залива Жакино не осталось ни одного представителя личного состава японцев. Группа, посетившая район Таласеа-Хоскинс (где уже располагалась американская база), представила менее благоприятный доклад. В частности, в нём отмечалось, что в этом районе отсутствуют якорные стоянки, которые были бы полностью защищены от непогоды, а причал, способный вместить корабли «Либерти», не представляется возможным построить ни в Таласеа, ни в Хоскинс. 15 сентября командующий боевыми силами австралийской армии генерал Томас Блейми одобрил предложение о создании базы в заливе Жакино. Он также дал согласие на высадку двух батальонов 6-й бригады в заливе Жакино, а третий батальон этого соединения был направлен в Таласеа-Хоскинс.
В это время 6-ю бригаду, состоящую из 19-го, 36-го и 14/32-го батальонов, возглавлял бригадный генерал Раймонд Сандовер. Будучи формированием ополченцев, она ранее не участвовала в боевых действиях, хотя один из её пехотных батальонов (36–й) был задействован в битве при Буна-Гоне в конце 1942 и начале 1943 года. Тем не менее Сандовер и три его батальонных командира — подполковник Линдсей Миэлл (19–й), Оскар Айзексен (36-й) и Уильям Колдуэлл (14-й/32-й) — были ветеранами Имперских сил Австралии, принимавшими участие в боевых действиях против немцев и итальянцев в Северной Африке и Греции, а также против Вишистской Франции в Сирии в 1941 и 1942 годах. 36-й батальон был отправлен на мыс Хоскинс из Лаэ в начале октября и сменил батальон 185-го пехотного полка США.
В рамках подготовки к высадке в заливе Жакино ВВС США совершили три нападения на Рабаул. В ночь на 26 октября группа из 18 лёгких бомбардировщиков «Bristol Beaufort», набранных из 6-й, 8-й и 100-й эскадрилий, атаковала японские склады боеприпасов и зенитные позиции в Рабауле. Результаты этой миссии были неясны. Следующий рейд трёх эскадрилий был проведён вечером 27 октября в направлении складов к северу от Рабаула, причём большая часть сброшенных бомб приземлилась в районе цели.  Третий рейд состоялся 29 октября, и в нём участвовали 20 «Бофортов» из трёх эскадрилий, наносивших удары по складам к западу от Рабаула.

## Ход высадки

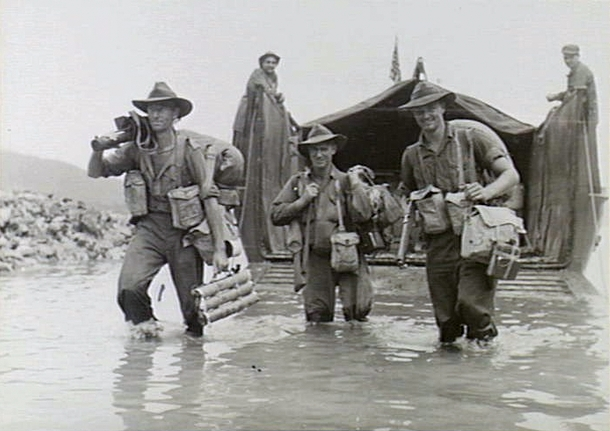
Солдаты 14/32-го батальона высаживаются с десантного корабля армии США в заливе Жакино 4 ноября 1944 года

В то время как патрули АИБ продолжали сообщать, что в районе залива Жакино нет японских войск, австралийское командование решило, что высадка там будет произведена боеспособными силами, под прикрытием военно-морских судов. Это было сделано как в качестве меры предосторожности против внезапного наступления японцев, так и для того, чтобы обеспечить полезный опыт для всех задействованных подразделений. Высадка была назначена операцией «Боевой топор» (Battleaxe).
14/32-я батальонная группа была назначена в качестве первоначального десанта. Батальон был создан в штате Виктория в 1942 году и до сих пор состоял в основном из солдат штата.  Она была дополнена ротой «Б» 1-го новогвинейского пехотного батальона (1 NGIB). Была также развёрнута передовая группа из 5-го базового подрайона. 2 ноября австралийские войска высадились на транспортном судне «Кёйп Александер» в Лаэ. Транспорт отплыл в тот же день под конвоем трёх военных кораблей Королевского австралийского флота (RAN): эсминца «Вендетта», фрегата «Барку» и шлюпа «Лебедь». Новогвинейские солдаты были размещены на бывшем пароме «Фрэнсис Пит», который сопровождался из Лаэ в залив Жакино моторным катером ML 827. В дополнение к кораблям, вышедшим из Лаэ, ещё один конвой небольших судов проследовал в залив Жакино из Араве. Эти силы состояли из роты «Б» 594-го инженерно-десантного полка армии США, буксира «Танкрид» и ML 802, которые служили в качестве эскорта. Американское подразделение задействовало 14 десантных катеров LCM и 9 десантных катеров личного состава и техники LCVP. «Танкрид» тащил на буксире ремонтную баржу.
Отдельные части RAAF также оказывали поддержку при высадке. План операции предусматривал, что в случае необходимости 6-я эскадрилья, усиленная «Бофортами» из 8-й и 100-й эскадрилий, должна была атаковать район высадки до 6 часов утра 4 ноября. Ещё два «Бофорта» могли присоединиться к  бомбардировками, производимым военными кораблями. Перед высадкой авиаудар был отменён офицером RAAF, который был прикреплён к десантным силам для координации воздушной поддержки, поскольку никакого сопротивления не ожидалось.
«Кёйп Александер» и его эскорт прибыли в бухту Жакино в 6.35 утра 4 ноября, и вскоре к ним присоединились другие корабли союзников. Хотя путешествие из Лаэ прошло без особых происшествий, в журнале боевых действий 14/32-го батальона записано, что размещение подразделения на борту транспорта было «очень плохим», поскольку было «весьма тесным, грязным и мокрым», а санитарные условия были неудовлетворительными. Высадка 14/32-го батальона началась в 9.30 утра, причём рота составляла первую волну. Все части батальона были высажены на берег к 11.30 утра. Никакого сопротивления не было встречено, и 14/32-й батальон начал создавать оборонительные позиции и место для размещения личного состава. Кроме того, часть батальона была направлена на разгрузку складов. Также в сторону Вунунга и Палмалмаля были направлены патрули, в то время как разведывательная группа из штаба 5-й дивизии отправилась к церкви в Мал-Мале. Сандовер счёл отсутствие сопротивления удачей, так как десантные суда, которые должны были доставить солдат с кораблей на берег, прибыли с опозданием, и он понял, что силы RAAF не смогли бы обеспечить адекватную поддержку. Однако он был доволен действиями своей бригады во время операций в Новой Британии вплоть до этого времени и выразил удовлетворение тем, что «почти дошёл до войны»

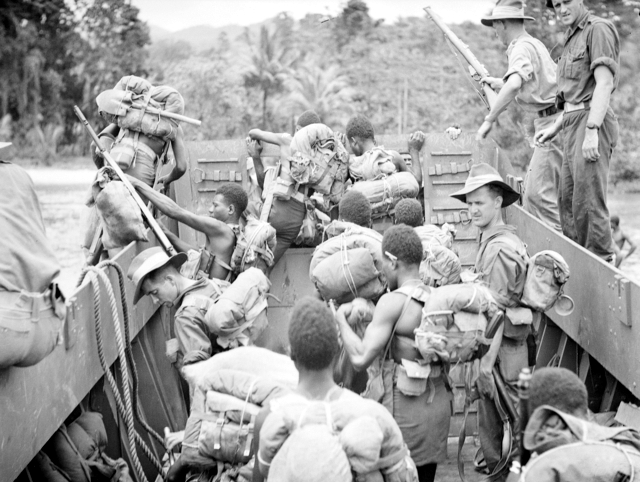
Солдаты из 1-го новогвинейского пехотного батальона высаживаются с десантного корабля, который доставил их на северный берег залива Жакино 6 ноября 1944 года

На следующий день плохая погода повлияла на дальнейшие десантные операции вокруг залива. И если пляж вокруг Мал-Мала был пригодным для использования, а передвигаться по близлежащей дороге можно было на джипах; то плацдарм вокруг Вунунга был признан неудовлетворительным.  Операции в Камалгамане прекратились, и высадку войск 1-го NGIB в районе Помио пришлось отложить. Несмотря на погодные условия, 5 ноября была высажена передовая группа численностью 180 человек из 5-го базового подрайона и начаты работы по созданию материально-технической базы.
После двухдневного прикрытия высадки десанта «Вендетта», «Барку» и «Лебедь» проследовали в широкий залив и обстреляли там японские позиции, прежде чем покинуть район Новой Британии. Моторные катера ML 802 и ML 827 остались в заливе Жакино и провели патрулирование вдоль южного побережья острова в поисках японских барж. ML 827 сёл на мель во время патрулирования 17 ноября и затонул три дня спустя, когда его буксировали на базу союзников. Вся его команда выжила. 23 ноября на залив Жакино был нанесён японский воздушный налёт.
Через несколько дней после высадки сухопутные войска заняли район залива Жакино. Личный состав АИБ занял аванпост, чтобы предупредить о приближении японских войск, в то время как боевые части патрулировали и устанавливали позиции вблизи основного района высадки. 6 ноября рота из 1 НГИБ была переброшена десантным судном на северный берег залива Жакино, в Помио, после того как там была восстановлена пристань. Она впоследствии охраняли пути, ведущие в этот район. Позднее это подразделение освободило АИБ от ответственности за сохранение некоторых своих позиций к востоку от залива Жакино. 14/32-й батальон оставался вблизи района высадки, хотя в период с 8 по 12 ноября одна из его рот постепенно заняла аванпост.

## Последствия

### Строительство базы

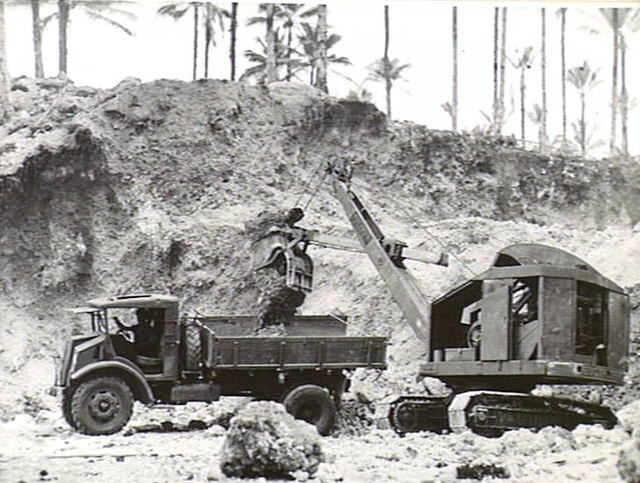
Механический ковш, под управлением солдат 2/3 железнодорожной строительной бригады, выгружает гравий, предназначенный для строительства дорог в районе залива Жакино, в грузовик

Строительство базы началось 5 ноября сразу же, как только прибыла передовая группа подрайона. Для расчистки земли использовали бульдозеры, для обслуживающего персонала были установлены палатки, а вокруг площадки были проложены рельсы. Разгрузка складов была затруднена дождём, начавшимся вскоре после высадки и продолжавшимся всю первую неделю. Сначала склады разгружались на берег, а затем их содержимое вручную переносилось дальше вдоль берега. Была построена понтонная пристань. К тому времени, когда 11 и 12 ноября прибыла остальная часть 5-го базового подрайона, было выгружено 4400 кубических ярдов (3400 м3) запасов и оборудования. Эти войска прибыли с отрядом из 670 местных рабочих. Основные строительные работы на базе начались на второй неделе после высадки. Затем были построены кухни, столовые, пекарни, лесопилки, места отдыха, уборные и другие здания. Завершение строительства некоторых зданий было отложено из-за нехватки инженерных ресурсов. 2/3-я железнодорожная строительная бригада высадилась 21 ноября и работала над строительством дорог. К 24 ноября дорога вдоль пляжа и несколько второстепенных дорог были завершены, но их использование было ограничено периодами засухи. Штаб 5-й дивизии расположился в бухте Жакино 27 ноября.
Благодаря хорошей погоде в декабре начались работы на крупных объектах в заливе Жакино. Они включали в себя: большой док, взлётно-посадочную полосу, складские помещения и здания, которые будут использоваться в качестве Главного Госпиталя. Необходимо было создать достаточные запасы продовольствия, чтобы прокормить 13 000 солдат в течение 60 дней. После десяти дней сухой погоды в январе 1945 года водохранилища в заливе Жакино пересохли. Были вырыты колодцы, но найденная вода не была пригодна для питья. Были введены ограничения на воду, и LCM доставляли воду в залив Жакино в течение трёх дней. Взлётно-посадочная полоса была закончена в мае 1945 года. 79-е отделение королевских войск ВВС Австралии должно было действовать из залива Жакино, но для поддержки австралийских операций на Борнео было передислоцировано. Его заменили подразделения Королевских ВВС Новой Зеландии. Две эскадрильи истребителей «Корсар», эскадрилья морских патрульных самолётов «Вентура» и несколько вспомогательных подразделений базировались в заливе Жакино с мая 1945 года и до конца войны.
6-я бригада (за вычетом 36-го батальона, развёрнутого на мысе Хоскинс) была постепенно переброшена в район залива Жакино, а её последние части прибыли 16 декабря 1944 года. Из-за нехватки судов и низкого приоритета, придаваемого наращиванию сил в Новой Британии, только в апреле 1945 года все части 5-й дивизии были переброшены в залив Жакино, а остальные боевые части (4-я и 13-я бригады, 2/14-й Полевой полк и 2/2-я эскадрилья коммандос) формировались за счёт солдат из Дарвина, Лаэ и Маданга на протяжении всего этого периода. Рота из 594-го инженерно-бегового полка оставалась в заливе Жакино и несла полную ответственность за операции в порту, пока 15 февраля 1945 года не прибыла 41-я австралийская десантная рота, развёрнутая из Кэрнса. 41-я рота была оснащена более мелким и менее прочным судном, чем американское подразделение, что не позволяло вывести солдат американской кампании. Но дальнейшее развитие портовых сооружений и причала для размещения судов Liberty, а также продолжающееся улучшение дорог и мостов на берегу позволяли прогнозировать вывод американцев и их LCM к середине апреля 1945 года.

## Операция
Поскольку разведка союзников о планах японской армии всё ещё оставалась неопределённой — а информация порой была неполной, противоречивой или даже неверной, Рамси, официально принявший командование войсками в Новой Британии 27 ноября, принял осторожный подход. Залив Жакино был построен в качестве базы для операций, и австралийцы начали посылать патрули, чтобы получить информацию и измотать японцев. Патрули были ограничены продвижением как на северном, так и на южном побережье острова, но могли приближаться на востоке к японскому опорному пункту у полуострова Газель. АИБ, располагавший базой в заливе Жакино, также продолжал действовать в тылу японцев и передавал информацию 5-й дивизии. Японцам не хватало информации о передвижениях союзных войск в Новой Британии, и о смене командования им удалось узнать только из австралийских радиопередач. Впоследствии они заняли в основном оборонительную позицию, сосредоточившись на поддержании гарнизона вокруг Рабаула. Австралийский официальный историк Гэвин Лонг писал, что было неясно, почему японская позиция в отношении Новой Британии была столь пассивной, когда австралийское наступление на Бугенвиль встретило столь сильное сопротивление. Хотя японские войска не столь ожесточённо встречали австралийское наступление, оно было затруднено нехваткой судов и самолётов. В результате операции были ограничены только численностью бригады. До завершения строительства взлётно-посадочной полосы воздушная поддержка обеспечивалась самолётами, базирующимися в Новой Гвинее, а это означало, что запросы о поддержке поступали с задержкой примерно на один день. Не хватало также лёгких и разведывательных самолётов.
В январе 1945 года 36-й батальон был отправлен с мыса Хоскинс в Эа Эа на северном побережье Новой Британии на барже и оотуда стал отправлять патрули размером с роту. Впоследствии они достигли мыса Вату в открытом заливе у основания полуострова Газель к апрелю. Помощь 36-му батальону  задерживалась из-за нехватки судов. Его замена, 37/52-й батальон, должен был продвигаться по суше, а не двигаться по морю. Австралийские войска также продвинулись вдоль южного побережья острова и в конце февраля начали обеспечивать безопасность района Вайтавало–Тол (залив Генри Рида). Инженерная поддержка позволила форсировать реку Вульвут. Несколько столкновений произошло около горы Суги, когда австралийцы сражались, чтобы получить контроль над хорошо защищёнными хребтами, возвышающимися над заливом Генри Рид. Дождь и наводнение мешали их усилиям. К апрелю австралийцы захватили широкую бухту и фактически окружили японцев на полуострове Газель, сдерживая их до конца кампании. Это позволило союзникам сосредоточить своё внимание на другом месте, например на Борнео.